# Huberta von Bronsart
Harriet Helene Veronika Xenia Huberta Bronsart von Schellendorff (kurz: Huberta von Bronsart; * 9. Oktober 1892 in Marienhof; † 18. Juli 1978 in Rottweil) war eine deutsche Biologin. Sie studierte als erste Frau in Deutschland Astronomie.

## Leben
Huberta war die Tochter des späteren Generalleutnants und Generalstabschefs des türkischen Heeres, Friedrich Bronsart von Schellendorf, einem Offizier aus der altpreußischen Familie Bronsart von Schellendorf, und dessen Kusine und Ehefrau Veronika. Geboren auf dem Mecklenburger Gut Marienhof, dem Besitz des Großvaters und Generals Walther Bronsart von Schellendorf, studierte sie 1915–18 Naturwissenschaften an der Universität Heidelberg (erst Astronomie, dann vorwiegend Biologie). Sie promovierte in Heidelberg 1919 mit der Dissertation Vergleichende Untersuchung über drei Xylaria-Arten über eine Gattung von Schlauchpilzen. Danach war sie tätig als Biologin, im Gartenbau als Assistentin an der Hochschule Hohenheim (1923) und als Buchhändlerin. Bereits 1922/23 gehörte sie zu den Gründern der Stuttgarter Volkssternwarte, an der sie auch in den 1950er Jahren wieder tätig war. Dabei machte sie Fotos von Sonnenflecken. Sie arbeitete mit der ersten Professorin in Hohenheim, Margarete von Wrangell, zusammen, die spezielle Düngemethoden zur Pflanzenernährung entwickelte.
In der Zeit des Nationalsozialismus erhielt sie 1933 Berufsverbot an der Hochschule Hohenheim. Als sie danach freie Mitarbeiterin des Franckh-Kosmos-Verlags war, wurde sie 1934 und 1940 aus politischen Gründen in „Schutzhaft“ genommen. Lange arbeitete sie in einer Fabrik, 1943–45 in der Forschung, um mit Erzeugnissen aus dem Gartenanbau die Ernährung sicherzustellen. Sie war häufig Gast in der Familie und im Betrieb von Gertrud Franck, die sie in der Mischkultur des Gartenanbaus inspirierte („Gesunder Garten durch Mischkultur“).
Nach 1945 war sie hauptsächlich journalistisch und publizistisch tätig und veröffentlichte zahlreiche Aufsätze und populärwissenschaftliche Bücher auf den Gebieten Botanik und Gartenbau, aber auch Astronomie. Bekannt wurde ihr Buch Kleine Lebensbeschreibung der Sternbilder, das auch astronomiehistorische Themen behandelte.  Von 1956 bis um 1970 war sie Mitglied der Astronomischen Gesellschaft.

## Schriften
- Die Bakterien, Hohenheim 1923[5]
- Die Lebenslehre der Gegenwart. Einführung in die objektive Philosophie, Stuttgart 1924[6]
- Zeugungswunder. Das Liebesleben der Pflanzen, 1925, ND 2012 ISBN 978-3-8460-0363-3
- Wachsen und Wandern der Pflanze : Eine Pflanzenphysiologie, Ullstein, Berlin 1927
- mit M. v. Wrangell: Blütenfärbung und Stickstoffdüngung. In: Naturwissenschaften, 16, S. 169–172 (1928). Link: doi:10.1007/BF01513203
- Die Studentin von heute, 1929
- Das Mädchen und die Jugendbewegung, Deutsches Adelsblatt, 1929
- Neuzeitliches Düngen b. Biologisches Düngen, 1941
- Mein eigener Gemüsegarten, 1946
- Neuzeitliches Düngen, Stuttgart 1949
- Zimmerpflanzen, Bern 1953[7]
- Astronomie für Liebhaber, 1956
- Jugend am Fernrohr, 1958
- Almanach der Pflanzen, Stuttgart 1957
- Der Weltraum, 1960
- HERDERS Gartenbuch, Es wächst und blüht für Dich, Basel-Freiburg/Br.-Wien 1960 u. ö.
- Kleine Lebensbeschreibung der Sternbilder, Stuttgart 1963

## Belege
1. ↑  Anja Walter: The Nazi Period and its Consequences at the University of Hohenheim. 2018, S. 13, abgerufen am 18. Mai 2020 (englisch).
2. ↑  Eva Zimmer: Wandbilder für die Schulpraxis: Eine historisch-kritische Analyse der Wandbildproduktion des Verlags Schulmann 1925–1987. Julius Klinkhardt, 2017, ISBN 978-3-7815-2197-1 (google.de [abgerufen am 17. Mai 2020]).
3. ↑  Frankfurter Hefte. Neue Verlagsgesellschaft der Frankfurter Hefte., 1947 (google.de [abgerufen am 17. Mai 2020]).
4. ↑  H. Bronsart: Buchbesprechungen über: Kleine Lebensbeschreibung der Sternbilder. (Ref. A. UNSÖLD). In: ZA. Band 57, 1963, ISSN 0372-8331, S. 298 (harvard.edu [abgerufen am 18. Mai 2020]).
5. ↑  H. von Bronsart: Die Bakterien. BoD – Books on Demand, 2013, ISBN 978-3-8460-1352-6 (google.de [abgerufen am 17. Mai 2020]).
6. ↑  Philipp Sarasin, Marianne Sommer: Evolution: Ein interdisziplinäres Handbuch. Springer-Verlag, 2015, ISBN 978-3-476-05462-3 (google.de [abgerufen am 17. Mai 2020]).
7. ↑  Huberta Bronsart von Schellendorff: Zimmerpflanzen und ihre Pflege (= Hallwag-Taschenbücherei). Hallwag, Bern 1953 (dnb.de [abgerufen am 4. Juni 2022]).

| Personendaten    | Personendaten                                                                          |
| ---------------- | -------------------------------------------------------------------------------------- |
| NAME             | Bronsart, Huberta von                                                                  |
| ALTERNATIVNAMEN  | Bronsart von Schellendorff, Harriet Helene Veronika Xenia Huberta (vollständiger Name) |
| KURZBESCHREIBUNG | deutsche Botanikerin und Astronomin                                                    |
| GEBURTSDATUM     | 9. Oktober 1892                                                                        |
| GEBURTSORT       | Marienhof                                                                              |
| STERBEDATUM      | 18. Juli 1978                                                                          |
| STERBEORT        | Rottweil                                                                               |